# Gradska prava
Gradska prava ili gradske povlastice je izraz koji se upotrebljava za specifičan status pojedinih naselja i/ili njihovih stanovnika u svjetlu feudalnog sustava srednjovjekovne Europe.
Pod time se podrazumijevaju određena prava i povlastice koja su uživala pojedina naselja. To se ponajprije odnosi na dozvolu za obavljanje trgovačkih aktivnosti, skladištenje dobara kao i osnivanje cehova, te na oslobađanje od određenih obveza prema feudalnom gospodaru ili monarhu koje su obično imali seljaci ili kmetovi. Ako bi te povlastice i prava postali trajni, odnosno bili potvrđeni poveljom vladara, naselje se službeno počelo smatrati gradom. S vremenom su se razvile različite razine gradskih povlastica, koje su s vremenom dobile i politička obilježja, što se odnosilo na autonomiju, pravo na izbor vlastitih funkcionara kao i slanje predstavnika na državne skupštine.